# Isma
Isma är ett släkte av fjärilar. Isma ingår i familjen tjockhuvuden.

## Bildgalleri

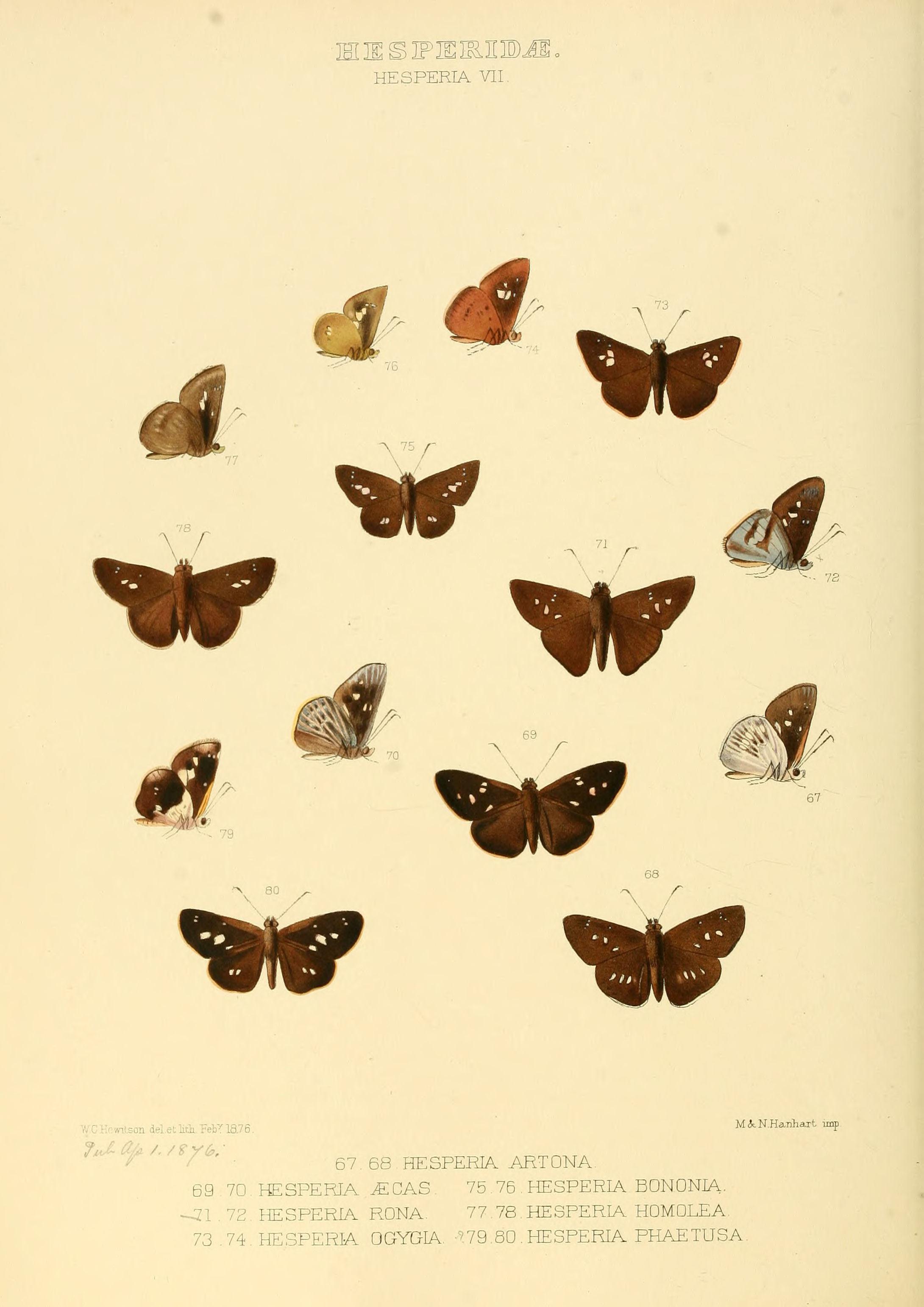
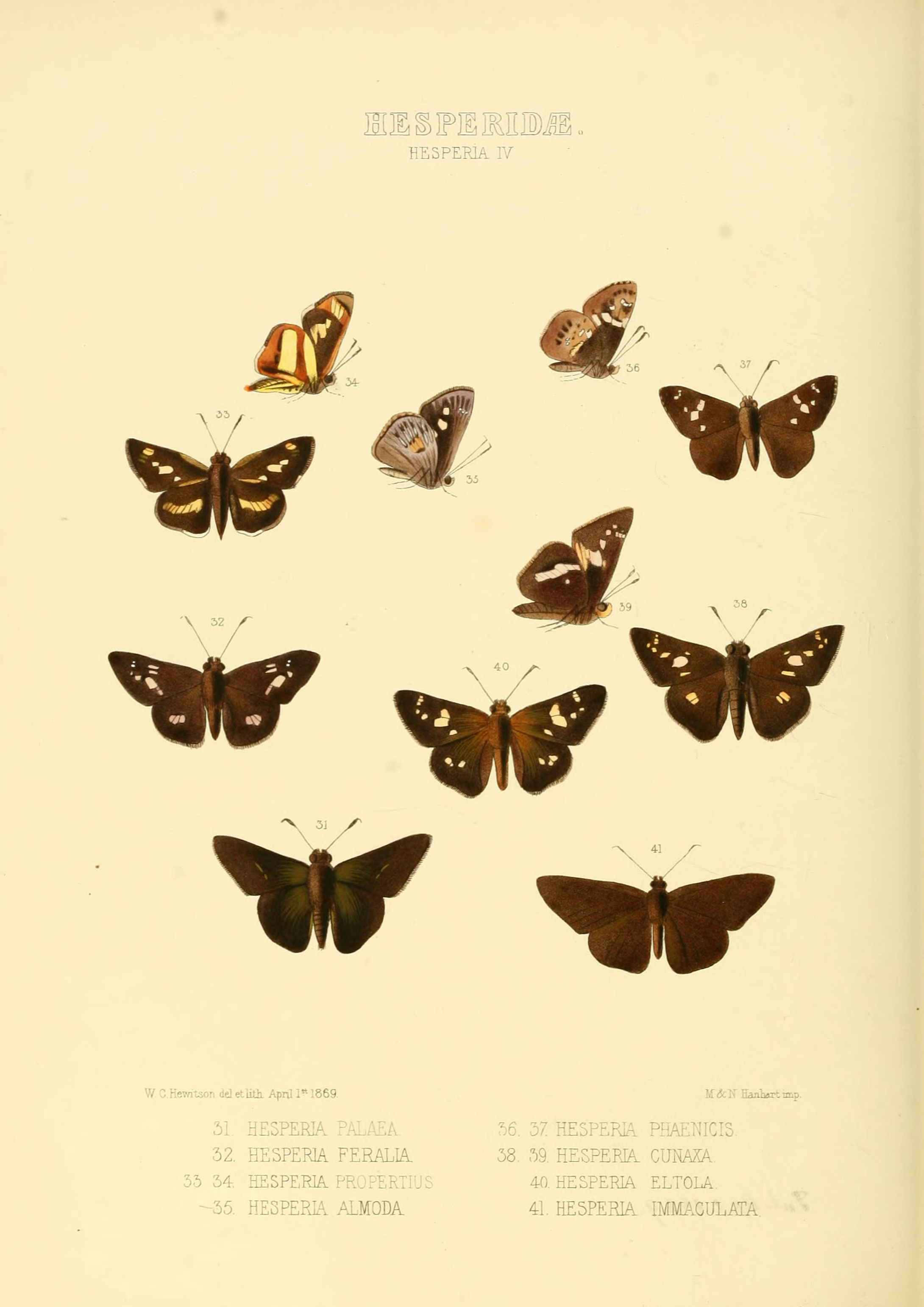

## Dottertaxa tillIsma, i alfabetisk ordning[1]
- Isma bicolor
- Isma binotatus
- Isma bipunctata
- Isma bononia
- Isma bononoides
- Isma bonota
- Isma cicatrosa
- Isma cinnamomea
- Isma concinna
- Isma cronus
- Isma damocles
- Isma dawna
- Isma fenestrata
- Isma feralia
- Isma ferox
- Isma flemingi
- Isma fonta
- Isma guttulifera
- Isma hislopi
- Isma iapis
- Isma idyalis
- Isma inarime
- Isma indistincta
- Isma javana
- Isma kuala
- Isma lenya
- Isma matanga
- Isma miosticta
- Isma obscura
- Isma protoclea
- Isma purpurascens
- Isma umbrosa
- Isma vulsina
- Isma vulso
- Isma zetus